# Mad (Zeitschrift)
Mad (Eigenschreibweise MaD) – Zeitschrift für Materialien, Analysen, Dokumente – war eine anarchistische Publikation, die von 1971 bis 1973 veröffentlicht wurde und später den Untertitel Anarchistische Hefte bekam. Ab 1973 erschien sie bis 1982 unter dem Titel Revolte!. Die Nummerierung wurde dabei fortgeführt.

## Geschichte
Die Hamburger Gruppe Föderation Neue Linke die sich als Föderation autonomer, anarchistischer Stadtteil- und Basisgruppen sah, veröffentlichte 1971 die erste Ausgabe von MaD. Nachdem die FNL sich aufgelöst hatte, bekam die Zeitschrift mit der zweiten Ausgabe den Untertitel Anarchistische Hefte und wurde die Basis für die Gründung des MaD-Verlages, der späteren Edition Nautilus. Die Zeitschrift wurde im Wesentlichen von Lutz Schulenburg, Pierre Gallissaire und Hanna Mittelstädt produziert, die auch den Kern des Verlages bildeten.
Die erste Ausgabe hatte die internationale Lage der Radikalen und autonomen Klassenkämpfe unter dem in den 1960er Jahren bekannten Ausruf: Dranbleiben, einmal klappt's bestimmt zum Thema. Die Herausgeber waren der Meinung, dass eine Verbindung von Revolution und Poesie durchaus möglich sei, dass der Neo-Anarchismus mit dem Surrealismus und dem Dadaismus zusammengeführt werden sollte. Publiziert wurden Artikel über die Situationisten; über Taktiken und Strategien der Betriebskämpfe und anarchistische Propagandatexte. Außer in libertären Gruppen fand MaD ebenfalls in der Alternativbewegung der 1970er Jahre Verbreitung. Hiermit wollte das MaD-Kollektiv das theoretische Wissen und die Erfahrungen mit dieser Zeitschrift weitergeben. In den Jahren 1968 und 1969 beteiligten sich nicht nur Studenten, sondern auch Schüler und Jungarbeiter bei den Demonstrationen und Diskussionen. In Hamburg bestanden zu dieser Zeit anarchistische und zum Anarchismus tendierende Gruppen, zu denen unter anderem auch Uwe Timm gehörte. Es fanden regelmäßige Treffen libertärer Gruppen statt.

### Themenschwerpunkte
Die einzelnen Ausgaben von MaD erschienen mit jeweiligen Themenschwerpunkten. Nr. 1: Theorien der Rätebewegung; Nr. 2: Solidarität mit dem Georg von Rauch-Haus; Nr. 3: Über die Gewalt und Nr. 4/5: Kritik des Bolschewismus. Mit diesen Themen sollten Materialien und Analysen zur Propaganda erstellt werden. Lutz Schulenburg, M. K. Markunin und Pierre Gallissaires bildeten die Redaktion und gaben außerdem zu den Themen „Knast“, „Pariser Mai“ unter anderem die MaD-Falttexte und das MaD-Zirkular heraus. Anarcho-Syndikalistische Nachdrucke erschienen als MaD Reprint. Eine MaD Flugschrift Ratgeb, Vom wilden Streik zur generalisierten Selbstverwaltung wurde wegen Aufrufs zur Betriebssabotage konfisziert. Die MaD Flugschriften erschienen von 1973 bis 1976 und publizierten Texte von Cornelius Castoriadis und der Group 'Solidarity', Kritik der Situationisten und Literatur, Percussion und Beste Empfehlungen (Gedichte), von Manfred Ach, Heidi Schmidts Tagträume und Anfälle und Die Barbaren kommen von P. P. Zahl. Die satirische Zeitschrift MAD-Magazin ging wegen der Namensgleichheit gegen den Verlagsnamen „MaD“ gerichtlich vor. Der Verlag von Lutz Schulenburg nennt sich seitdem Edition Nautilus. Die Anarchistischen Hefte nannten sich nach der Nr. 4/5, 1973 Revolte!. Sie sollte Diskussionen über theoretische und praktische Problemansätze vorbehalten sein. Sie erschien bis 1982. Die libertäre Publikation Die Aktion, Zeitschrift für Politik, Literatur und Kunst wurde von 1981 bis 2013 von der Edition Nautilus verlegt.